# Fernanda Aguirre
Fernanda Nicole Aguirre Ramírez, född 29 juli 1997, är en chilensk taekwondoutövare.

## Karriär
I juni 2017 tävlade Aguirre i 62 kg-klassen vid VM i Muju, där hon blev utslagen i 32-delsfinalen av iranska Kimia Alizadeh. I november 2017 tog Aguirre brons i 57 kg-klassen vid bolivarianska spelen i Santa Marta. I juli 2018 tog hon brons i 57 kg-klassen vid panamerikanska mästerskapen i Spokane.
I maj 2019 tävlade Aguirre i 57 kg-klassen vid VM i Manchester. Hon besegrade thailändska Vipawan Siripornpermsak i 32-delsfinalen men blev sedan utslagen i sextondelsfinalen av kanadensiska Skylar Park. I juli 2019 tog Aguirre brons i 57 kg-klassen vid universiaden i Neapel. Samma månad tog hon även brons i 57 kg-klassen vid panamerikanska spelen i Lima. I juni 2021 tog Aguirre återigen brons i 57 kg-klassen vid panamerikanska mästerskapen i Cancún. Hon hade kvalificerat sig för att tävla vid OS i Tokyo följande månad men missade spelen efter ett positivt covid-19-test.
I maj 2022 tog Aguirre sitt tredje brons i 57 kg-klassen vid panamerikanska mästerskapen i Punta Cana. I juli 2022 tog Aguirre silver i 57 kg-klassen vid bolivarianska spelen i Valledupar efter en finalförlust mot panamanska Carolena Carstens.